# Herball

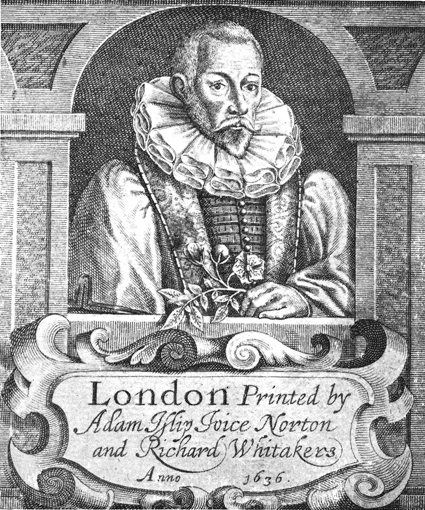
John Gerard

Herball, or Generall Historie of Plantes, es un libro ilustrado con descripciones botánicas que fue escrito por el naturalista, herborista y botánico inglés, famoso por su jardín de herbáceas, John Gerard.
Los orígenes de su Great Herball, famoso por sus detalladas descripciones de plantas, por el folclore que figura en los artículos, su espléndida prosa, y por ser un tanto polémica. El impresor de la reina John Norton había comisionado al Dr. Priest a preparar una traducción al inglés de la inmensamente popular obra de Rembert Dodoens de herbáceas. Priest falleció antes de completar el trabajo, y Norton le pidió a Gerard  hacerse cargo de su realización. Gerard finalizó la traducción, rearreglando la obra, y aún añadió material inédito del herborista Lobel. Sin embargo, en el herbario, Gerard sentenció que la traducción de Priest había desaparecido y que realmente se había escrito un nuevo libro. Hoy en día las autoridades están en desacuerdo con la extensión de la obra original de Gerard.
Esta obra "Gerard's Herbal" fue más tarde revisada por John Goodyer y por Thomas Johnson.